# Биг Хорн (окръг, Монтана)
Вижте пояснителната страница за други значения на Биг Хорн.
Окръг Биг Хорн (на английски: Big Horn County) е окръг в щата Монтана, Съединени американски щати. Площта му е 12 989 km², а населението - 13 360 души (2017). Административен център е град Хардин.